# Ginestola ànglica
La ginestola ànglica (Genista anglica) és una arbust que pertany a la família de les fabàcies.

## Descripció
Es tracta d'un nanofaneròfit caducifoli i espinós de fins a 1 m d'alçada, amb branques alternes, glabres i gairebé llises. Les fulles són alternes, simples i més o menys glauques; les de les tiges fèrtils són el·líptiques i amb marge escariós, mentre en què les estèrils són més estretes. Les flors s'agrupen en raïms terminals multiflors. El calze és campanulat i bilabiat, amb el llavi superior més curt que l'inferior. El fruit és un llegum falcat i glabre. La seua època de floració va des d'abril fins a juliol.

## Hàbitat
Creix a torberes d'aigües àcides, pastures mesòfiles, landes de bruguerola, etc. En general, habita en praderies entollades amb substrats àcids des del pis inferior fins a uns 2.000 m

## Distribució
Aquesta espècie té una distribució eurosiberiana (atlàntica) proliferant de forma espontània a l'Europa occidental i Europa central, península itàlica i nord-est d'Àfrica. A la península Ibèrica està molt retreta per tot el nord, centre i oest, romanen poblacions a les muntanyes de l'interior d'Àvila, Lleó, Segòvia i Sòria, i a les províncies catalanes de Girona i Lleida.

## Taxonomia
Genista anglica va ser descrita per Linné i publicada en Species Plantarum

## Citologia
Nombre cromosomàtic de Genista anglica (Fam. Leguminosae) i tàxons infraespecífics: 2n = 48

## Galeria

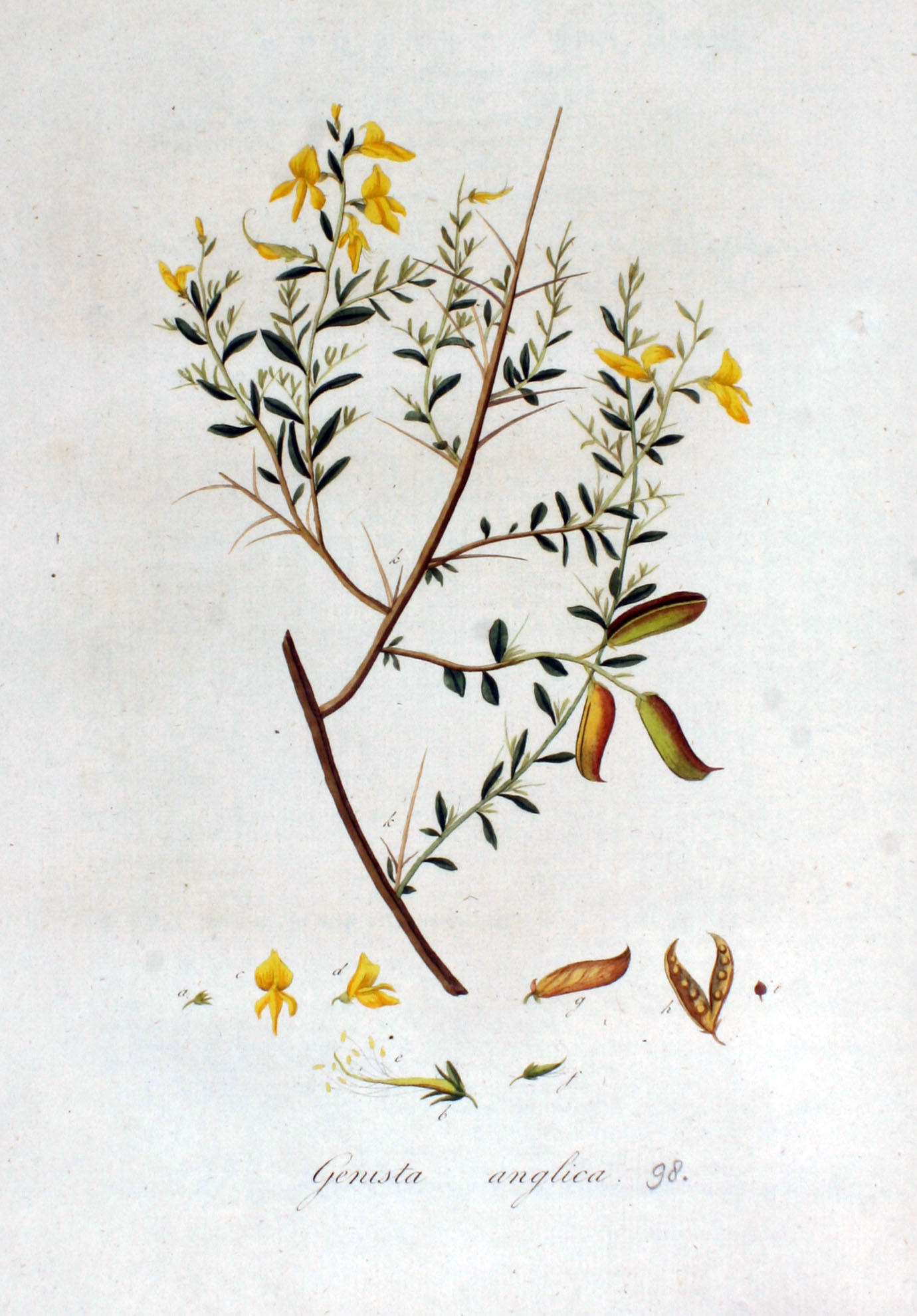
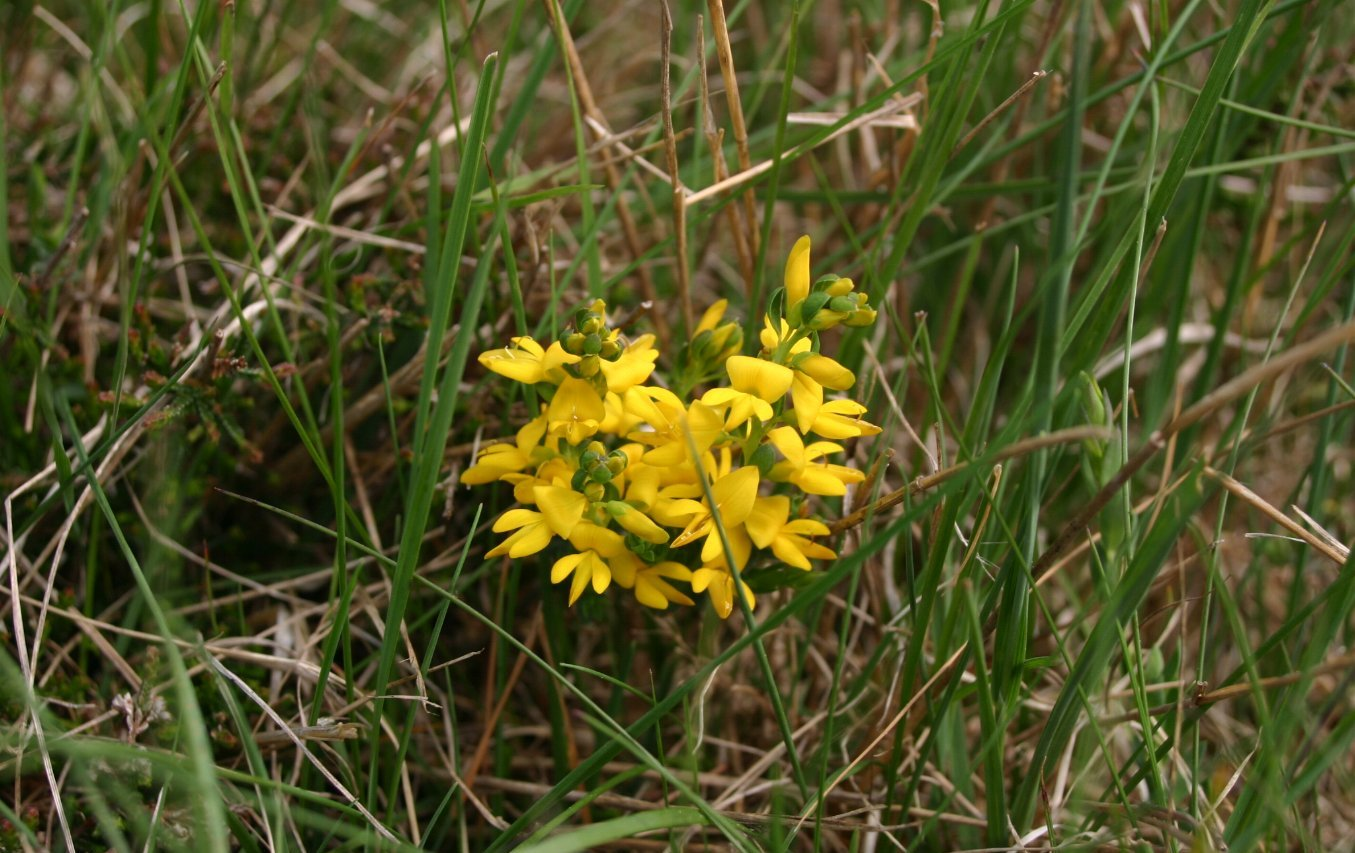
Detall de la flor.
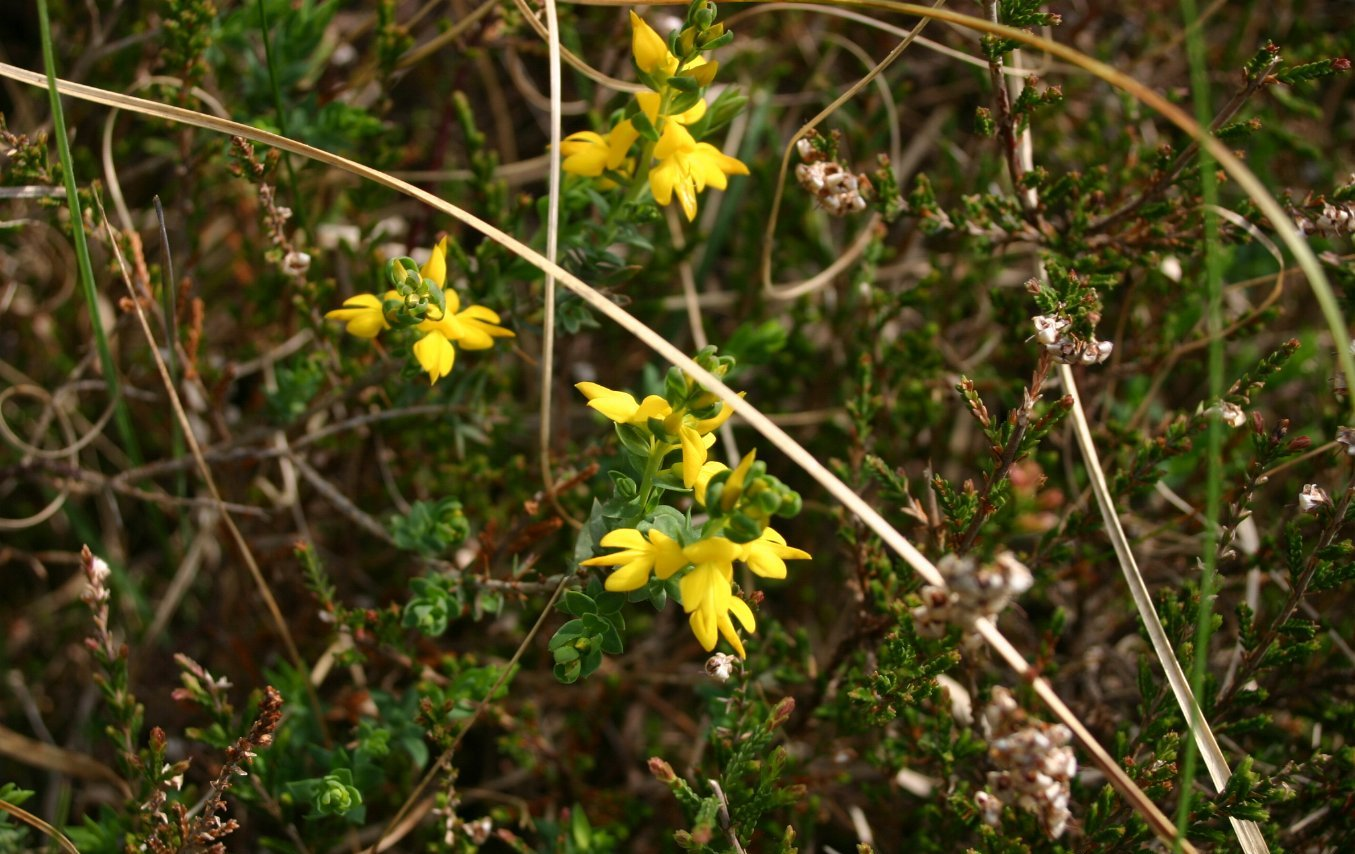
Ginesta ànglica a un bruguerar.